# The Chosen
The Chosen é uma série de televisão cristã americana de drama histórico baseada na vida de Jesus. Foi criada, dirigida e co-escrita por Dallas Jenkins. É a primeira série com múltiplas temporadas sobre a vida de Jesus. Ambientada principalmente na Judeia e na Galileia no século I, a série centra-se em Jesus pela perscpectiva das diferentes pessoas que o conheceram, seguiram ou interagiram de alguma forma com ele. A série é estrelada por Jonathan Roumie como Jesus, ao lado de Shahar Isaac, Elizabeth Tabish, Paras Patel, Noah James e George H. Xanthis.
Depois que Jenkins observou que nunca houve um retrato de Jesus baseado em episódios com várias temporadas que pudesse ser "maratonada" como programas em mídias de streaming como o Netflix, ele decidiu criar a série em parceria com a Angel Studios, anteriormente VidAngel. Com a intenção de diferir das representações anteriores de Jesus, ele elaborou uma história que se concentrava mais nas pessoas que encontraram Jesus e o viram através de seus olhos. Ele afirmou em entrevistas que procurou apresentar Jesus de uma forma que fosse mais "pessoal, íntima, [e] imediata, como um pai, um melhor amigo.".
Os produtores da série usaram principalmente o financiamento coletivo na plataforma Angel Studios para financiar a produção, e continua a ser a série de televisão ou projeto de filme com financiamento coletivo de maior sucesso da história. A receita adicional vem do licenciamento para outras plataformas de streaming e redes de televisão, como Prime, Peacock, Netflix e SBT (no Brasil). As vendas de mercadorias e vídeos proporcionam fontes adicionais de receita, assim como as estreias limitadas nos cinemas. O programa foi adaptado para uma série de romances do pai de Jenkins, o autor Jerry B. Jenkins, uma série de romance gráfico da Corvus Comics e materiais de estudo bíblico publicados por David C. Cook.
De acordo com uma análise de 2022 encomendada pelos produtores do programa, 108 milhões assistiram pelo menos parte do programa por meio do aplicativo e plataformas de streaming. A tradução para cerca de 600 idiomas está sendo financiada pela Come and See Foundation. De acordo com o aplicativo da Angel Studios, a série já foi vista por mais de 580 milhões de pessoas em 197 países.

## Sinopse
A primeira temporada se passa na Galileia do século I, onde Jesus começa a formar um grupo para o seu ministério, convidando várias pessoas de diferentes origens. Ao realizar seus primeiros milagres, Jesus chama a mulher redimida Maria Madalena, o pedreiro Tadeu, o membro do coral Tiago Menor, os pescadores Simão, André, Tiago Maior e João, o catering Tomé e a vinicultora Ramah, e o publicano Mateus para segui-lo. Enquanto o grupo viaja por Samaria e após seu encontro com Nicodemos, Jesus inicia seu ministério público após se revelar a Fotina, uma mulher samaritana.
Começando em Samaria, a segunda temporada avança para regiões próximas, como Síria e Judeia, onde Jesus continua a formar seu grupo de estudantes. Enquanto continua a realizar milagres no tempo em que se prepara para um sermão importante, Jesus também chama Filipe, discípulo de João Batista, o arquiteto Natanael e o zelote Simão Zelote. À medida que a palavra de Jesus continua a se espalhar por toda a região, ele encontra oportunidades e dificuldades. A temporada culmina com os preparativos para o Sermão da Montanha de Jesus, com a ajuda do aprendiz de negócios Judas Iscariotes.
O grupo retorna a Cafarnaum na terceira temporada, com a popularidade crescente de Jesus perturbando diferentes grupos sociais e políticos, incluindo os romanos e os fariseus. Seguindo o Sermão da Montanha, Jesus envia seus doze apóstolos, dois a dois, para pregar e realizar milagres sem ele, fazendo com que os discípulos enfrentassem seu maior desafio até então. Jesus então retorna para sua cidade natal, Nazaré, o que resulta em uma mudança em seu ministério no ano de sua popularidade. No clímax da temporada em Decápolis e no Mar da Galileia, Jesus alimenta milhares de pessoas com pães e peixes e depois anda sobre as águas.
Na quarta temporada, após alimentar milhares de pessoas, andar sobre as águas e depois viajar para Jerusalém, Jesus é deixado sozinho para suportar o peso de sua missão no tempo em que seus adversários convergem para ele e enquanto seus discípulos lutam para acompanhá-lo.
A crucificação de Jesus será mostrada na sexta temporada. A inspiração para a gravação dessa cena-chave veio de The Walking Dead, conforme revelou Dallas Jenkins, showrunner de The Chosen. Ele informou que toda a sexta temporada se passará em um único dia da narrativa.

## Elenco principal
- Jonathan Roumie como Jesus: um artesão de Nazaré e filho de Maria e José, que é o Messias esperado e o Filho de Deus.
- Shahar Isaac como Simão Pedro: um ex-pescador em Cafarnaum, irmão de André, e um dos doze apóstolos de Jesus.
- Elizabeth Tabish como Maria Madalena: uma mulher redimida de Magdala e uma das mulheres que ajudam no ministério de Jesus.
- Paras Patel como Mateus: um ex-publicano ou cobrador de impostos em Cafarnaum e um dos doze apóstolos de Jesus.
- Noah James como André: um ex-pescador em Cafarnaum, irmão de Simão Pedro, e um dos doze apóstolos de Jesus.
- Janis Dardaris como Zohara: a esposa de Nicodemos.
- Lara Silva como Éden: a esposa de Simão Pedro.
- Shaan Sharma como Shmuel: um fariseu em Cafarnaum que estudou com Nicodemos.
- Nick Shakoour como Zebedeu: um pescador em Cafarnaum e pai de Tiago e João.
- George H. Xanthis como João: um ex-pescador em Cafarnaum e um dos doze apóstolos de Jesus.
- Shayan Sobhian como Tiago, filho de Zebedeu (Big James) (temporada 1, episódios 1–4): um ex-pescador em Cafarnaum e um dos doze apóstolos de Jesus. Sobhian foi o primeiro ator a interpretar Tiago.
- Erick Avari como Nicodemos: um fariseu de Jerusalém e membro do Sinédrio.
- Kian Kavousi como Tiago, filho de Zebedeu (temporada 1, episódios 5–8): Kavousi foi o segundo ator a interpretar Tiago.
- Brandon Potter como Quintus: um magistrado romano em Cafarnaum e o pretor da Galileia.
- Kirk B. R. Woller como Gaius: um centurião romano e ex-associado de Mateus.
- Giavani Cairo como Tadeu: um ex-pedreiro em Betsaida e um dos doze apóstolos de Jesus.
- Jordan Walker Ross como Tiago, filho de Alfeu (Little James): um ex-membro dos 288 do Coro do Templo de Jerusalém e um dos doze apóstolos de Jesus.
- Abe Martell como Tiago, filho de Zebedeu (temporadas 2 a 4): Martell é o terceiro ator a interpretar Tiago.
- Joey Vahedi como Tomé: um ex-catering, parceiro de negócios de Ramah, e um dos doze apóstolos de Jesus.
- Yasmine Al-Bustami como Ramah: uma ex-vinicultora e uma das mulheres que ajudam no ministério de Jesus.
- Vanessa Benavente como Maria: a mãe de Jesus.
- Yoshi Barrigas como Filipe (temporadas 2 e 3): um ex-discípulo de João Batista, um velho amigo de Natanael, e um dos doze apóstolos de Jesus.
- Austin Reed Alleman como Natanael: um ex-arquiteto em Cesareia de Filipe e um dos doze apóstolos de Jesus.
- Alaa Safi como Simão, o Zelote: um ex-zelote e um dos doze apóstolos de Jesus.
- Luke Dimyan como Judas Iscariotes: um ex-especulador de terras e um dos doze apóstolos de Jesus.
- Ivan Jasso como Yussif: um fariseu em Cafarnaum e colega de Shmuel.
- Amber Shana Williams como Tamar: uma amiga etíope do paralítico curado em Cafarnaum e uma das mulheres que ajudam o ministério de Jesus.
- Elijah Alexander como Atticus Aemilius: uma das coortes urbanas romanas enviadas de Roma para investigar os zelotes.
- Reza Diako como Filipe (temporada 4): Diako é o segundo ator a interpretar Filipe.[20]

### Por temporada
Legenda
     = Elenco principal (creditado na abertura)
     = Personagens recorrentes (2+ episódios)
     = Participação especial e/ou convidados (1 episódio)
| Personagem       | Representado por        | Temporadas      | Temporadas      | Temporadas      | Temporadas      |
| Personagem       | Representado por        | 1               | 2               | 3               | 4               |
| ---------------- | ----------------------- | --------------- | --------------- | --------------- | --------------- |
| Simão Pedro      | Shahar Isaac            | Principal       | Principal       | Principal       | Principal       |
| Jesus            | Jonathan Roumie         | Principal       | Principal       | Principal       | Principal       |
| Maria Madalena   | Elizabeth Tabish        | Principal       | Principal       | Principal       | Principal       |
| Mateus           | Paras Patel             | Principal       | Principal       | Principal       | Principal       |
| André            | Noah James              | Principal       | Principal       | Principal       | Principal       |
| Éden             | Lara Silva              | Principal       | Convidada       | Principal       | Principal       |
| Shmuel           | Shaan Sharma            | Principal       | Principal       | Principal       | Principal       |
| Zebedeu          | Nick Shakoour           | Principal       | Principal       | Principal       | Principal       |
| João             | George Harrison Xanthis | Principal       | Principal       | Principal       | Principal       |
| Big James        | Shayan Sobhian          | Principal       | Does not appear | Does not appear | Does not appear |
| Big James        | Kian Kavousi            | Principal       | Does not appear | Does not appear | Does not appear |
| Big James        | Abe Martell             | Does not appear | Principal       | Principal       | Principal       |
| Nicodemos        | Erick Avari             | Principal       | Does not appear | Does not appear | Does not appear |
| Zohara           | Janis Dardaris          | Principal       | Does not appear | Does not appear | Does not appear |
| Tadeu            | Giavani Cairo           | Principal       | Principal       | Principal       | Principal       |
| Little James     | Jordan Walker Ross      | Principal       | Principal       | Principal       | Principal       |
| Tomé             | Joey Vahedi             | Convidado       | Principal       | Principal       | Principal       |
| Ramah            | Yasmine Al-Bustami      | Convidada       | Principal       | Principal       | Principal       |
| Maria            | Vanessa Benavente       | Convidada       | Principal       | Principal       | Principal       |
| Filipe           | Yoshi Barrigas          | Does not appear | Principal       | Principal       |                 |
| Filipe           | Reza Diako              | Does not appear | Does not appear | Does not appear | Principal       |
| Natanael         | Austin Reed Alleman     | Does not appear | Principal       | Principal       | Principal       |
| Simão, o Zelote  | Alaa Safi               | Does not appear | Principal       | Principal       | Principal       |
| Quintus          | Brandon Potter          | Principal       | Recorrente      | Principal       | Principal       |
| Gaius            | Kirk B. R. Woller       | Principal       | Recorrente      | Principal       | Principal       |
| Judas Iscariotes | Luke Dimyan             | Does not appear | Convidado       | Principal       | Principal       |
| Yussif           | Ivan Jasso              | Recorrente      | Recorrente      | Principal       | Principal       |
| Tamar            | Amber Shana Williams    | Convidada       | Recorrente      | Principal       | Principal       |
| Aemilius         | Elijah Alexander        | Does not appear | Recorrente      | Principal       | Principal       |

## Episódios
| Temporada | Temporada         | Episódios         | Episódios         | Originalmente lançado  | Originalmente lançado  |
| Temporada | Temporada         | Episódios         | Episódios         | Estreia da temporada   | Final da temporada     |
| --------- | ----------------- | ----------------- | ----------------- | ---------------------- | ---------------------- |
|           | Piloto            | Piloto            | Piloto            | 24 de dezembro de 2017 | 24 de dezembro de 2017 |
|           | 1                 | 8                 | 8                 | 21 de abril de 2019    | 26 de novembro de 2019 |
|           | 2                 | 8                 | 8                 | 4 de abril de 2021     | 11 de julho de 2021    |
|           | Especial de Natal | Especial de Natal | Especial de Natal | 1 de dezembro de 2021  | 1 de dezembro de 2021  |
|           | 3                 | 8                 | 8                 | 11 de dezembro de 2022 | 7 de fevereiro de 2023 |
|           | 4                 | 8                 | 8                 | 1 de fevereiro de 2024 | TBA                    |

### Piloto (2017)
| Título | Dirigido por   | Escrito por                     | Exibição original      |
| --- | -------------- | ------------------------------- | ---------------------- |
| "The Shepherd" | Dallas Jenkins | Tyler Thompson e Dallas Jenkins | 24 de dezembro de 2017 |
| Nos arredores de Belém, durante a ocupação romana, Simão (Aaron Himelstein), um pastor aleijado, traz um cordeiro para o sacrifício. Enquanto Simão pergunta ao sacerdote sobre a vinda do Messias, descobre-se que o cordeiro que ele traz tem uma mancha. O padre o rejeita, exigindo um cordeiro perfeito e sem mancha. Simão ouve uma leitura de Isaías de uma sinagoga próxima e entra, apenas para ser expulso. A caminho de casa, o pastor encontra um casal de Nazaré, Maria grávida (Sara Anne) e seu marido José (Raj Bond). Ele oferece um copo de água a Maria. Naquela noite, longe de seus companheiros pastores, Simão é forçado a comer sozinho. De repente, os pastores ouvem o anúncio angélico do nascimento do Cordeiro de Deus, e imediatamente se dirigem a Belém. Cheio de alegria, Simão é milagrosamente curado enquanto o segue, deixando seu cajado para trás. Os pastores chegam e testemunham o nascimento do Messias. Ao ver o bebê, Simão pergunta seu nome. Maria e José respondem que ele será chamado de "Jesus". Saindo da manjedoura, os pastores contam a todos o que viram. O sacerdote de antes pergunta onde está o cordeiro imaculado para o sacrifício, e Simão simplesmente sorri. Referência da Bíblia: Lucas 2:1-20 |                |                                 |                        |

### Temporada 1 (2019)
| N.º geral | N.º na temp. | Título                            | Dirigido por   | Escrito por                                   | Exibição original      |
| --------- | ------------ | --------------------------------- | -------------- | --------------------------------------------- | ---------------------- |
| 1         | 1            | "I Have Called You By Name"       | Dallas Jenkins | Dallas Jenkins, Ryan Swanson e Tyler Thompson | 21 de abril de 2019    |
| 2         | 2            | "Shabbat"                         | Dallas Jenkins | Dallas Jenkins, Ryan Swanson e Tyler Thompson | 21 de abril de 2019    |
| 3         | 3            | "Jesus Loves the Little Children" | Dallas Jenkins | Dallas Jenkins, Ryan Swanson e Tyler Thompson | 21 de abril de 2019    |
| 4         | 4            | "The Rock On Which It Is Built"   | Dallas Jenkins | Dallas Jenkins, Ryan Swanson e Tyler Thompson | 21 de abril de 2019    |
| 5         | 5            | "The Wedding Gift"                | Dallas Jenkins | Dallas Jenkins, Ryan Swanson e Tyler Thompson | 26 de novembro de 2019 |
| 6         | 6            | "Indescribable Compassion"        | Dallas Jenkins | Dallas Jenkins, Ryan Swanson e Tyler Thompson | 26 de novembro de 2019 |
| 7         | 7            | "Invitations"                     | Dallas Jenkins | Dallas Jenkins, Ryan Swanson e Tyler Thompson | 26 de novembro de 2019 |
| 8         | 8            | "I Am He"                         | Dallas Jenkins | Dallas Jenkins, Ryan Swanson e Tyler Thompson | 26 de novembro de 2019 |

### Temporada 2 (2021)
| N.º geral | N.º na temp. | Título                    | Dirigido por   | Escrito por                                   | Exibição original   |
| --------- | ------------ | ------------------------- | -------------- | --------------------------------------------- | ------------------- |
| 9         | 1            | "Thunder"                 | Dallas Jenkins | Dallas Jenkins, Ryan Swanson e Tyler Thompson | 4 de abril de 2021  |
| 10        | 2            | "I Saw You"               | Dallas Jenkins | Dallas Jenkins, Ryan Swanson e Tyler Thompson | 13 de abril de 2021 |
| 11        | 3            | "Matthew 4:24"            | Dallas Jenkins | Dallas Jenkins, Ryan Swanson e Tyler Thompson | 13 de abril de 2021 |
| 12        | 4            | "The Perfect Opportunity" | Dallas Jenkins | Dallas Jenkins, Ryan Swanson e Tyler Thompson | 11 de maio de 2021  |
| 13        | 5            | "Spirit"                  | Dallas Jenkins | Dallas Jenkins, Ryan Swanson e Tyler Thompson | 23 de maio de 2021  |
| 14        | 6            | "Unlawful"                | Dallas Jenkins | Dallas Jenkins, Ryan Swanson e Tyler Thompson | 23 de junho de 2021 |
| 15        | 7            | "Reckoning"               | Dallas Jenkins | Dallas Jenkins, Ryan Swanson e Tyler Thompson | 30 de junho de 2021 |
| 16        | 8            | "Beyond Mountains"        | Dallas Jenkins | Dallas Jenkins, Ryan Swanson e Tyler Thompson | 11 de julho de 2021 |

### Especial de Natal
| Título                                                                                            | Dirigido por                   | Escrito por     | Exibição original     |
| ------------------------------------------------------------------------------------------------- | ------------------------------ | --------------- | --------------------- |
| "Christmas With The Chosen: The Messengers"                                                       | Dallas Jenkins e Jacob Schwarz | A ser anunciado | 1 de dezembro de 2021 |
| Um episódio especial sobre o Nascimento de Jesus contado a partir da perspectiva de Maria e José. |                                |                 |                       |

### Temporada 3 (2022–2023)
| N.º geral | N.º na temp. | Título                     | Dirigido por   | Escrito por                                   | Exibição original      |
| --------- | ------------ | -------------------------- | -------------- | --------------------------------------------- | ---------------------- |
| 17        | 1            | "Homecoming"               | Dallas Jenkins | Dallas Jenkins, Ryan Swanson e Tyler Thompson | 11 de dezembro de 2022 |
| 18        | 2            | "Two by Two"               | Dallas Jenkins | Dallas Jenkins, Ryan Swanson e Tyler Thompson | 18 de dezembro de 2022 |
| 19        | 3            | "Physician, Heal Yourself" | Dallas Jenkins | Dallas Jenkins, Ryan Swanson e Tyler Thompson | 25 de dezembro de 2022 |
| 20        | 4            | "Clean, Part 1"            | Dallas Jenkins | Dallas Jenkins, Ryan Swanson e Tyler Thompson | 1 de janeiro de 2023   |
| 21        | 5            | "Clean, Part 2"            | Dallas Jenkins | Dallas Jenkins, Ryan Swanson e Tyler Thompson | 8 de janeiro de 2023   |
| 22        | 6            | "Intensity in Tent City"   | Dallas Jenkins | Dallas Jenkins, Ryan Swanson e Tyler Thompson | 15 de janeiro de 2023  |
| 23        | 7            | "Ears To Hear"             | Dallas Jenkins | Dallas Jenkins, Ryan Swanson e Tyler Thompson | 5 de fevereiro de 2023 |
| 24        | 8            | "Sustenance"               | Dallas Jenkins | Dallas Jenkins, Ryan Swanson e Tyler Thompson | 7 de fevereiro de 2023 |

1. 1 2 3  Os episódios 1 e 2 foram lançados para uma exibição nos cinemas em 18 de novembro de 2022.[24][25]
2. 1 2 3  Os episódios 7 e 8 foram lançados para uma exibição nos cinemas em 2 e 3 de fevereiro de 2023.[26]

### Temporada 4 (2024)
| N.º geral | N.º na temp. | Título | Dirigido por   | Escrito por                                   | Exibição original      |
| --------- | ------------ | ------ | -------------- | --------------------------------------------- | ---------------------- |
| 25        | 1            | "TBA"  | Dallas Jenkins | Dallas Jenkins, Ryan Swanson e Tyler Thompson | 1 de fevereiro de 2024 |
| 26        | 2            | "TBA"  | Dallas Jenkins | Dallas Jenkins, Ryan Swanson e Tyler Thompson | 1 de fevereiro de 2024 |
| 27        | 3            | "TBA"  | Dallas Jenkins | Dallas Jenkins, Ryan Swanson e Tyler Thompson | 1 de fevereiro de 2024 |
| 28        | 4            | "TBA"  | TBA            | TBA                                           | TBA                    |
| 29        | 5            | "TBA"  | TBA            | TBA                                           | TBA                    |
| 30        | 6            | "TBA"  | TBA            | TBA                                           | TBA                    |
| 31        | 7            | "TBA"  | TBA            | TBA                                           | TBA                    |
| 32        | 8            | "TBA"  | TBA            | TBA                                           | TBA                    |

1. 1 2 3 4  Os episódios 1 a 3 foram lançados para uma exibição nos cinemas em 1 de fevereiro de 2024.[27]

## Antecedentes e produção

### Desenvolvimento

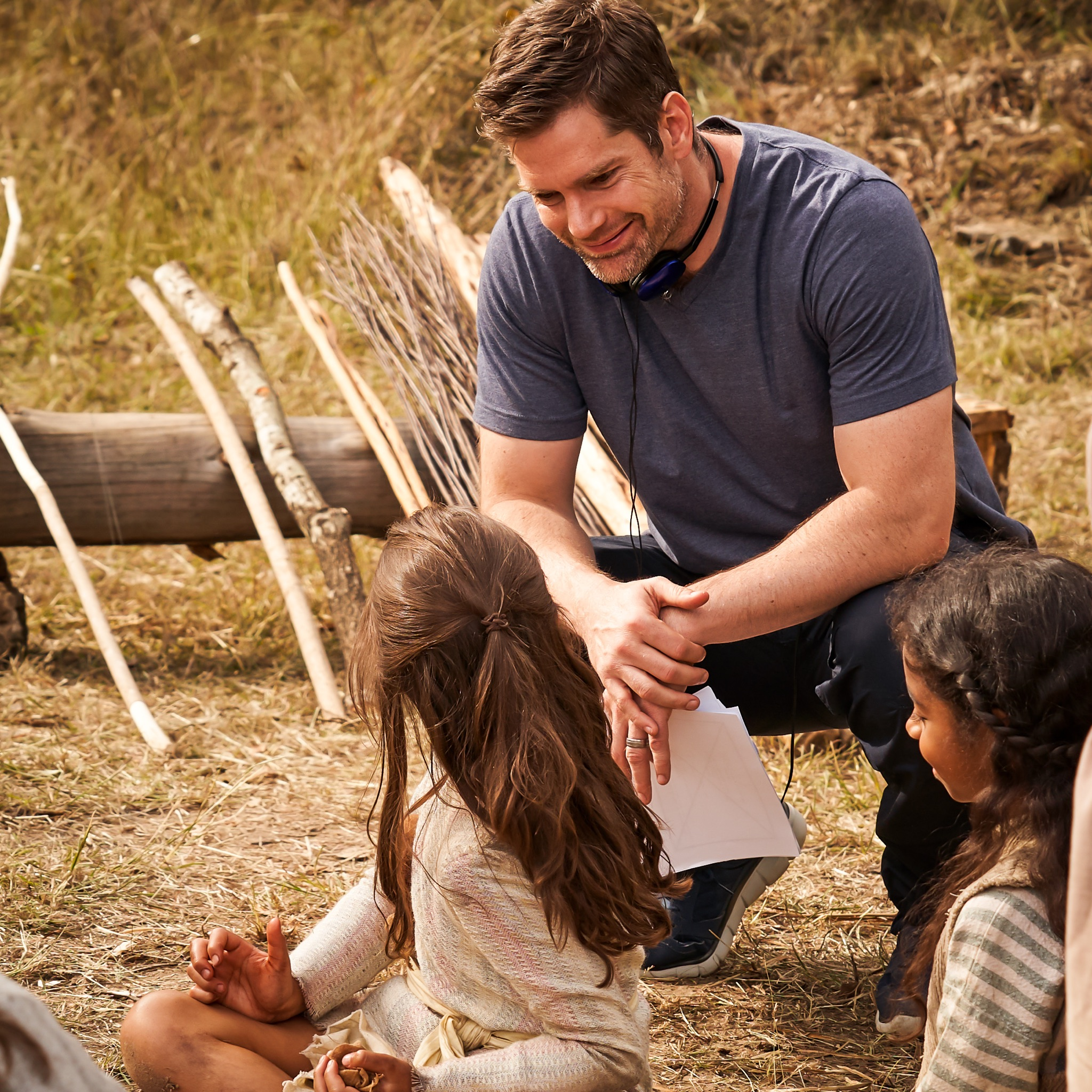
Dallas Jenkins dirigindo o terceiro episódio da primeira temporada de The Chosen

Em 2017, trabalhando por meio de sua produtora, Vertical Church Films, Dallas Jenkins lançou um longa-metragem, The Resurrection of Gavin Stone; o filme não atendeu às expectativas do estúdio nas bilheterias. Enquanto trabalhava para determinar seu próximo projeto, Jenkins começou a assistir a diferentes programas de televisão e percebeu que nunca houve um programa de várias temporadas sobre Jesus que pudesse ser assistido da mesma maneira.
Jenkins voltou ao roteiro de um curta-metragem chamado The Shepherd. Filmado na fazenda de um amigo em Marengo, Jenkins escreveu o roteiro e pretendia que o filme fosse exibido durante um culto de véspera de Natal em sua igreja, Harvest Bible Chapel em Elgin, Illinois. Expandindo essa ideia, ele criou o conceito do The Chosen como uma história de várias temporadas sobre a vida de Jesus que poderia construir uma história de fundo baseada no contexto cultural e histórico.
O The Shepherd chamou a atenção do VidAngel, agora Angel Studios, um serviço de streaming baseado na fé, e mostrou interesse em expandir o conceito para uma série baseada em Jesus. Na altura, o VidAngel estava envolvido em uma ação judicial com os principais estúdios de Hollywood e, portanto, estava buscando conteúdo original para distribuir. O VidAngel sugeriu colocar o curta-metragem no Facebook como um piloto conceitual para gerar interesse pela ideia de Jenkins de uma série com várias temporadas. O curta-metragem recebeu mais de 15 milhões de visualizações em todo o mundo.
Para criar The Chosen, Jenkins fez parceria com Derral Eves, um estrategista de marketing de vídeo, com Eves como produtor executivo. O VidAngel, junto com Eves e Jenkins, recorreu ao financiamento coletivo (crowdfunding) para arrecadar dinheiro para produzir a primeira temporada, utilizando uma disposição da Jumpstart Our Business Startups Act de 2016, que permite que as empresas usem financiamento coletivo de capital para oferecer uma parte da propriedade e lucros da empresa para investidores online, em vez das "vantagens" arbitrárias oferecidas pelo financiamento coletivo regular. No final da primeira rodada de arrecadação de fundos em janeiro de 2019, o projeto arrecadou mais de 10,2 milhões de dólares de mais de 16 000 investidores, superando o Mystery Science Theater 3000 como o principal projeto de série de televisão com financiamento coletivo da história. Cada investidor recebeu participação no programa e é regulamentado pela Securities and Exchange Commission (SEC) dos Estados Unidos. Os acionistas majoritários não receberão uma parte dos lucros até que os investidores originais ganhem 120% de seus investimentos.
Desde o financiamento da primeira temporada com a venda de ações, o programa utilizou o financiamento coletivo tradicional para as temporadas subsequentes. A arrecadação de fundos da 2.ª temporada atingiu mais de 6 milhões de dólares de mais de 300 000 contribuidores em 1 de julho de 2020. A contribuição média é de 65 dólares. O seriado também aumenta a receita por meio de vendas de DVD/Blu-ray e mercadorias.
Os produtores estimam que os primeiros 16 episódios foram vistos 312 milhões de vezes em novembro de 2021. Os criadores da série expressaram que desejam que The Chosen seja vista por mais de um bilhão de pessoas (e) em todos os países do mundo.
Estão planejadas sete temporadas para a série. Em 2023, o ex-executivo da DreamWorks Pictures, Mark Sourian, foi contratado para liderar o desenvolvimento de um universo de entretenimento com futuros filmes e programas baseados na série original.

### Roteiro
Em contraste com as produções típicas focadas na Bíblia, Jenkins deu mais profundidade aos seus roteiros, adicionando histórias de fundo a vários personagens dos evangelhos, sem contradizer o material presente. Isso é observado nos créditos de abertura do primeiro episódio, que incluem o seguinte:
The Chosen é baseada nas histórias verdadeiras dos evangelhos de Jesus Cristo. Alguns locais, cronogramas e eventos foram combinados ou condensados. Histórias de fundo e alguns personagens ou diálogos foram acrescentados. No entanto, todo contexto bíblico e histórico e qualquer imaginação artística são concebidos para apoiar a verdade e a intenção das Escrituras. Os espectadores são encorajados a ler os evangelhos. Os nomes, locais e frases originais foram transliterados para o inglês para melhor compreensão.
Embora a série tenha uma posição evangélica, há consultores de três tradições de fé cristã fornecendo contribuições. Atuando como consultores estão: Jason Sobel, o rabino messiânico do Fusion Global Ministries; o padre David Guffey, padre católico e diretor nacional da Family Theatre Productions; e o Dr. Doug Huffman, professor do Novo Testamento na Universidade Biola. Eles revisam os roteiros e fornecem fatos ou contextos sobre a história bíblica, cultural e sociopolítica do enredo. O teólogo judeu ortodoxo David Nekrutman foi nomeado conselheiro para a quarta temporada do programa.
Jenkins disse que se inspira criativamente em séries como Friday Night Lights e The Wire, enquanto os escritores Ryan Swanson e Tyler Thompson listam Game of Thrones, The Wire, Battlestar Galactica e Star Trek como suas influências.

### Escolha do elenco

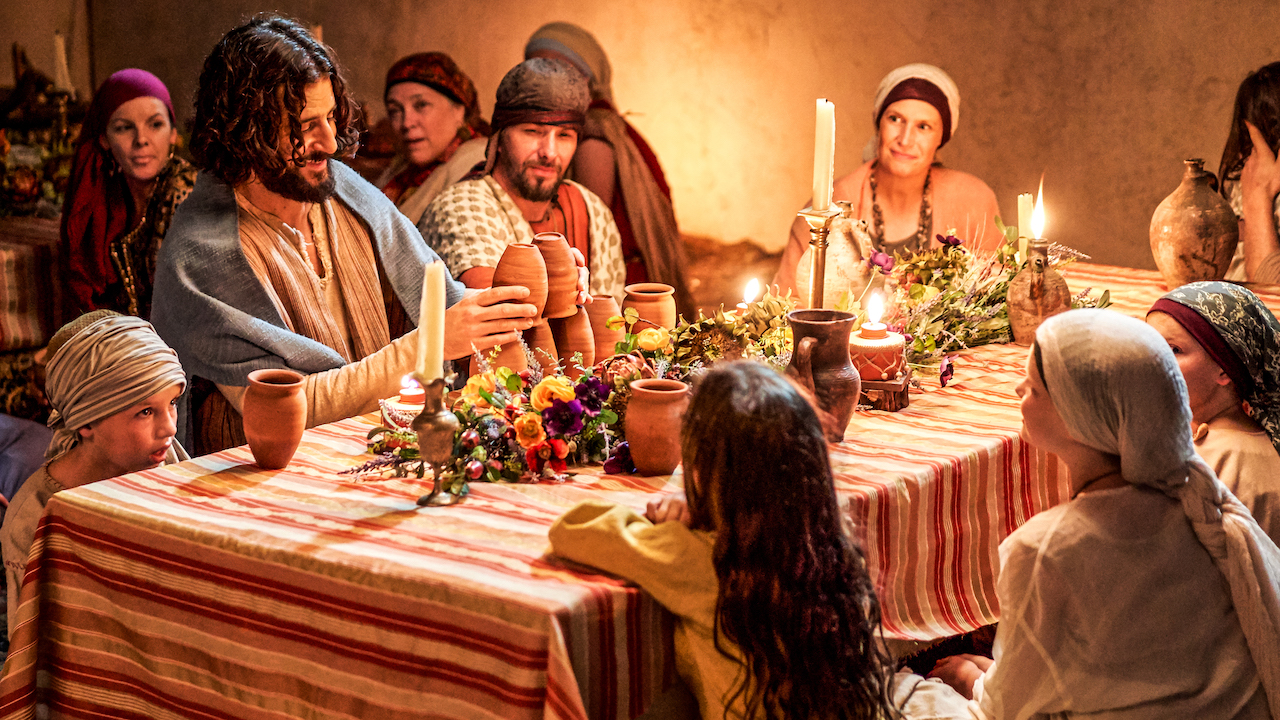
Jesus (Jonathan Roumie) no episódio 5 de The Chosen

A série apresenta muitas pessoas de cor como atores, o que não costuma acontecer na televisão e no cinema baseado na Bíblia. Jenkins evitou "grandes estrelas" e "pessoas brancas", tentando em vez disso recriar uma imagem de Cafarnaum do século I — que, estando numa rota comercial, teria refletido uma diversidade de etnias e origens.
Vários membros do elenco descreveram uma conexão profunda com a série, a história e seu personagem. Elizabeth Tabish, que estava pensando em deixar sua carreira de atriz, descreveu essa oportunidade como um "papel dos sonhos". Jonathan Roumie disse que sempre pretende "esvaziar-se o máximo possível" para permitir que o Espírito Santo trabalhe nele por meio do roteiro que recebeu e de sua atuação na tela. Ele descreveu sua preparação para seu papel, que inclui "uma boa leitura e releitura do material original" e especialmente "no departamento espiritual". Roumie diz que seu sotaque é uma combinação do sotaque de seu pai, que é do Egito, e de sua cunhada, que é da Palestina.

### Filmagens

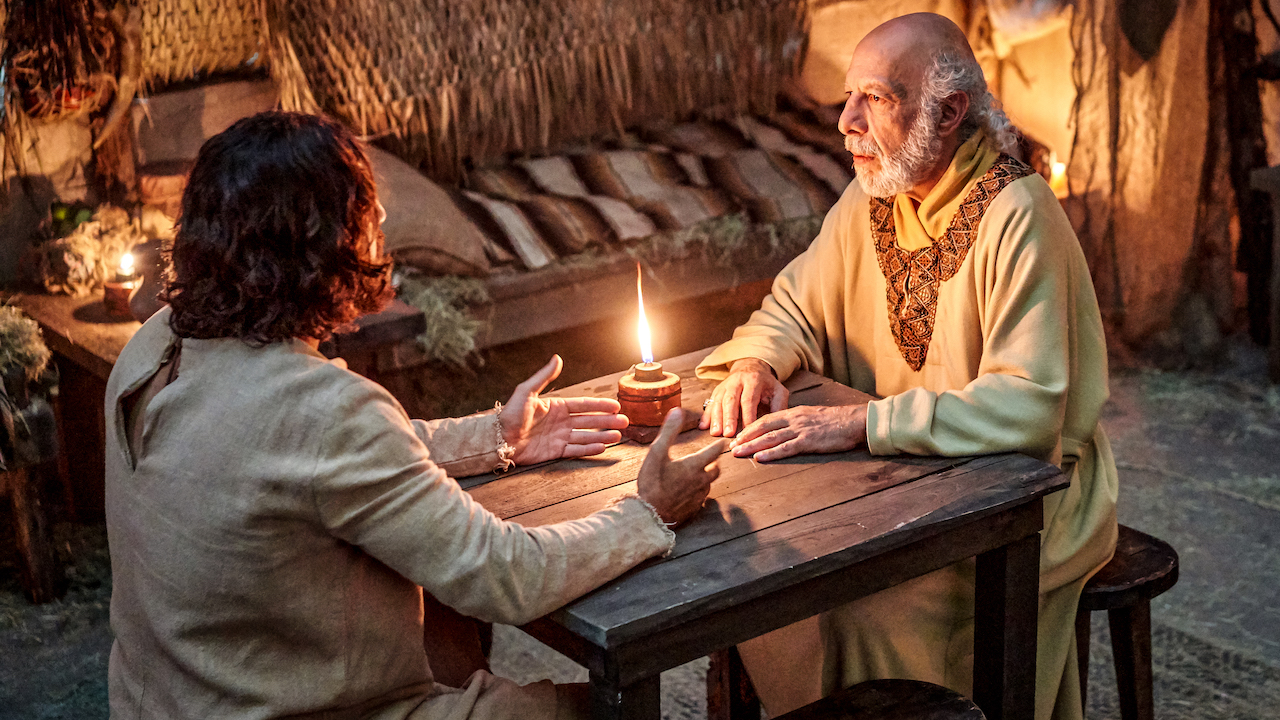
Jesus e Nicodemos

A primeira temporada foi filmada durante 60 dias em Weatherford, Texas, e usou a Capernaum Village existente, que oferece aluguel de set de filmagem e experiências ao vivo para turistas, para recriar a histórica Cafarnaum. A filmagem foi complementada por um palco sonoro e efeitos visuais.

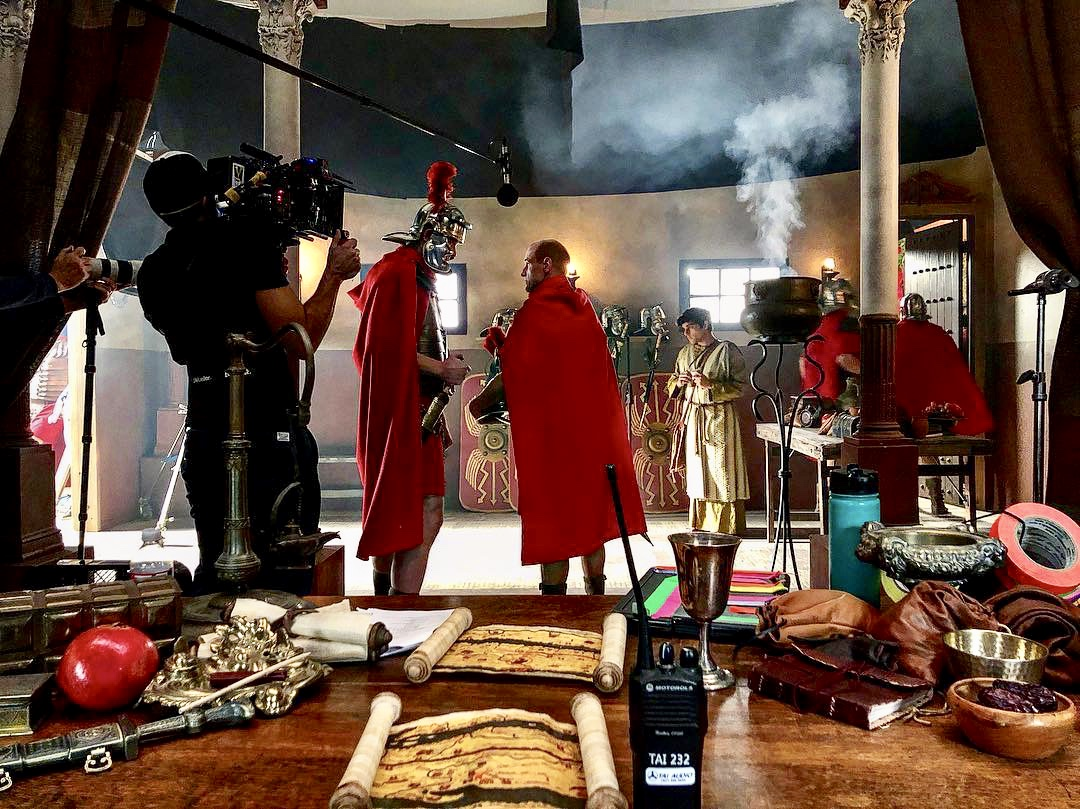
Nos bastidores do set da Autoridade Romana de The Chosen

A segunda temporada mudou as filmagens para a versão de Utah do antigo Israel em Goshen, Condado de Utah, onde A Igreja de Jesus Cristo dos Santos dos Últimos Dias (LDS) construiu uma réplica do filme de Jerusalém para filmar cenas de seus vídeos da Bíblia e do Livro de Mórmon. Isso marca a primeira vez que uma produção não afiliada à igreja LDS teve acesso a um filme neste set.
A segunda temporada foi filmada durante a pandemia de COVID-19, criando desafios para a produção cinematográfica. 2 000 extras vieram para filmar a cena do Sermão da Montanha, todos os quais foram obrigados a obter um teste de PCR negativo antes das filmagens. Precauções de segurança, como testes múltiplos e kits de EPI adequados para o elenco e membros da equipe, também foram aplicadas. Seguir os protocolos da COVID-19 custou à produção da segunda temporada um adicional de 750 000 dólares, fazendo com que o custo de produção aumentasse crucialmente.
Em 2021, The Chosen fez parceria com várias organizações sem fins lucrativos para construir um complexo de produção de 20 milhões de dólares em Midlothian, Texas, no local do acampamento Hoblitzelle do Exército de Salvação. Assim que estiver concluído, The Chosen alugará as instalações, que também serão usadas para outros projetos de entretenimento.
A terceira temporada começou a ser filmada no final de abril de 2022 no set construído em Midlothian, Texas, com a página The Chosen lançando vídeos semanais de bastidores. Quase 12 000 figurantes de 36 países vieram para filmar a cena alimentando os 5 000 no set.
As filmagens da quarta temporada começaram em março de 2023. Quando a série teve que parar de filmar no início da greve da SAG-AFTRA de 2023 em 14 de julho de 2023, os fãs iniciaram uma campanha de oração através das redes sociais. A série recebeu isenção para continuar as filmagens em 16 de julho de 2023. De acordo com os termos da renúncia, os produtores do programa concordaram em ficar vinculados retroativamente aos termos do acordo coletivo de trabalho.

### Música
O vocalista e compositor Dan Haseltine, da banda cristã Jars of Clay, e o multi-instrumentista Matthew S. Nelson compuseram a música para a série. A "honestidade e integridade" do ponto de vista de Jenkins em relação ao seriado levou Haseltine a se envolver com as partituras e trilhas sonoras da série, ao lado de Nelson, que foi abordado por Haseltine para ajudar na composição da música.

## Temas
O produtor executivo Dallas Jenkins queria produzir uma série de várias temporadas sobre Jesus que os telespectadores pudessem "maratonar". Na esperança de distinguir a série das representações anteriores de Jesus, Jenkins queria "encontrar Jesus através dos olhos daqueles que realmente O conheceram", apresentando uma história que seria mais "pessoal, íntima, [e] imediata."
A série conta histórias de fundo tanto para os personagens quanto para os cenários. Por exemplo, existem histórias que exploram o vício e a adicção, o autismo e a deficiência física. Escrevendo para o The New York Times, Ruth Graham aponta que os temas das histórias incluem "relacionamentos complexos, suspense, intriga política e momentos emocionais carregados". No The Atlantic, Chris DeVille descreveu temas que incluem conflitos conjugais e dificuldades financeiras.
O ator Jordan Walker Ross, que interpreta Little James, tem escoliose e paralisia cerebral leve, o que o faz mancar, uma deficiência que ele foi solicitado a esconder em trabalhos anteriores como ator. Em vez de esconder isso, Jenkins usou a deficiência física de Ross para explorar temas de histórias em que Jesus cura algumas pessoas, mas não outras.
Jenkins também destaca o fato de que houve momentos-chave em que as mulheres foram intencionalmente escolhidas por Jesus para serem uma parte vital do seu ministério.

## Recepção
O episódio 8 da 1.ª temporada ("I am He") ganhou duas indicações ao Movieguide Award em 2020, com Prêmio Epifania de Programa de Televisão Inspirador para a série e Prêmio Grace, Televisão para Jonathan Roumie, o ator que interpreta Jesus.
O agregador de críticas Rotten Tomatoes informou que 100% dos críticos deram à primeira temporada uma crítica positiva com base em 9 críticas, com uma classificação média de 7,80/10. Em uma crítica para o The Atlantic, Chris DeVille elogia o seriado por sua atuação, direção e narrativa especulativa além das histórias típicas da Bíblia, ao mesmo tempo em que conclui que "Ainda assim, na maior parte, a série parece estar encontrando seus fãs entre os convertidos."
O sucesso da série é atribuído à narrativa artística e à relevância cultural, mantendo-se fiel à mensagem dos evangelhos. Escrevendo para o Film Threat, Alan Ng chamou a série de "inteligente e perspicaz para o público contemporâneo".
No IMDb, a série chegou a possuir a maior nota da história da plataforma com base em 25 mil avaliações, com uma classificação média de 9,6/10, superando séries como Breaking Bad, Chernobyl e Band of Brothers. Atualmente, possui uma classificação média de 9,2/10, com base em 43 mil avaliações.

## Prêmios
| Prêmio            | Edição | Categoria                        | Reultado | Ref.          |
| ----------------- | ------ | -------------------------------- | -------- | ------------- |
| K-Love Fan Awards | 2021   | Impacto do Filme/Televisão       | Venceu   | [ 74 ]        |
| Museu da Bíblia   | 2022   | Prêmio Pillar                    | Venceu   | [ 75 ]        |
| Dove Award        | 2022   | Filme/Série Inspirador(a) do Ano | Venceu   | [ 76 ] [ 77 ] |
| Dove Award        | 2023   | Filme/Série Inspirador(a) do Ano | Venceu   | [ 78 ]        |